# Jaroslav Hladký
Jaroslav Hladký (21. března 1893 Dobrá u Kladna – 27. června 1981 Bílina) byl československý pedagog a politik, meziválečný i poválečný poslanec Národního shromáždění za sociálně demokratickou stranu, po roce 1948 za KSČ.

## Biografie
Původní profesí byl učitelem. Absolvoval učitelský ústav v Praze, později pražskou Školu vysokých studií pedagogických. Roku 1910 vstoupil do české sociální demokracie. Byl cvičitelem DTJ. Za první světové války sloužil v rakousko-uherské armádě (působil v zázemí). V období let 1920–1922 pracoval jako řídící učitel na české škole v severních Čechách. Od roku 1922 byl odborným učitelem na pokusné Volné škole práce v Kladně.
Zastával významné stranické funkce, na Kladensku i v celostátním měřítku. Od roku 1925 zasedal v městské radě v Kladně. V letech 1927–1933 byl náhradníkem a v období let 1933–1938 řádným členem ústředního výkonného výboru strany. V letech 1933–1938 byl navíc členem představenstva strany. V květnu 1937 ho ústřední výkonný výbor sociální demokracie zvolil do užšího vedení sociální demokracie. Od roku 1928 do roku 1935 zasedal v Českém zemském zastupitelstvu. Přispíval do listů Právo lidu a Národní osvobození. V Knihtiskárně a nakladatelství Svobody redigoval časopis Hlas lidu a edici Knihovna našeho kraje.
Ve parlamentních volbách v roce 1935 získal za sociální demokraty poslanecké křeslo v Národním shromáždění. Poslanecký post si oficiálně podržel do zrušení parlamentu roku 1939, přičemž krátce předtím v prosinci 1938 přestoupil do nově vzniklé Národní strany práce, mezi jejíž přední funkcionáře náležel.
Za války byl aktivní v druhém odboji. Byl v kontaktu s generálem Aloisem Eliášem. Roku 1941 ho zatklo gestapo, odsouzen na osm let vězení a byl vězněn do konce války.
Po osvobození se opět zapojil do politického života. V roce 1945 byl jmenován zmocněncem ministerstva školství a roku 1946 se stal okresním školním inspektorem v Bílině. V období let 1945–48 byl předsedou kladenské župy ČSSD a zasedal v představenstvu strany. Náležel do levicového křídla Československé sociální demokracie.
V letech 1945-1946 byl poslancem Prozatímního Národního shromáždění za sociální demokraty. Po parlamentních volbách v roce 1946 byl v letech 1946-1948 poslancem Ústavodárného Národního shromáždění. V letech 1945–1948 byl i předsedou poslaneckého klubu sociální demokracie a v období let 1947–1948 zastával post místopředsedy parlamentu.
Po parlamentních volbách roku 1948 zasedal v Národním shromáždění až do roku 1954. Zvolen byl za sociální demokraty, ale po únorovém převratu v roce 1948 patřil k frakci loajální vůči KSČ, která v sociálně demokratické straně převzala moc. V červnu 1948 v důsledku sloučení sociální demokracie s KSČ přešel do poslaneckého klubu komunistů. Ačkoliv byl stoupencem fúze sociálních demokratů s KSČ, v komunistické straně po roce 1948 již významnější funkce nezastával.
Profesí byl odborným učitelem. Podle údajů z roku 1935 bydlel v Kladně.